# Ameryka (województwo warmińsko-mazurskie)
Ameryka (dawniej Pagłowo, niem. Pagelshof) – osada w Polsce położona w województwie warmińsko-mazurskim, w powiecie olsztyńskim, w gminie Olsztynek. W latach 1975–1998 miejscowość administracyjnie należała do województwa olsztyńskiego.
Wieś położona przy drodze Olsztyn – Olsztynek, ok. 3 km na północny wschód od Olsztynka. W miejscowości znajduje się Zespół Szkół Podstawowo-Gimnazjalnych dla Dzieci Przewlekle Chorych w Ameryce oraz Wojewódzki Szpital Rehabilitacyjny dla Dzieci w Ameryce.
Do 1954 w granicach miasta Olsztynka.

## Historia
Wieś powstała w 1917 r., kiedy to Warmiak za pieniądze zarobione w Ameryce kupił dwór z parkiem i ziemią, i siedlisko nazwał Ameryką (Amerika). Przed 1939 r. posiadłość kupił Niemiec o nazwisku Pagla i zmienił nazwę na Pagelshof. Po 1945 r. przez pewien czas funkcjonowała nazwa Pagłowo, ale później powrócono do pierwotnej nazwy Ameryka.
W czasach PRL utworzono we wsi PGR. W latach 80. XX w. PGR Ameryka, razem z zakładami rolnymi w Łutynówku i Wilkowie, obejmował 1940 ha ziemi. W tym czasie PGR Ameryka specjalizował się w ogrodnictwie i zakupiono deszczownię na 560 ha. PGR Ameryka posiadał własne magazyny i suszarnię o pojemności 1600 ton. Powstały nowe budynki, łącznie we wsi było 85 mieszkań (dodatkowo PGR Ameryka dysponował także 104 mieszkaniami w pobliskim Olsztynku). W 1993 roku PGR został zlikwidowany.
W 2005 roku we wsi było 231 mieszkańców.